# رز فیمبریاتا
رز فیمبریاتا (به انگلیسی: Rosa 'Fimbriata') یکی از رقم‌های رز است. گل آن ۱۶–۹ گلبرگ دارد. گل به رنگ سفید یا صورتی کم رنگ بوده و لبه‌های گل بریدگی دارد و شبیه به گل میخک است.